# Hackerence
Hackerence var ett demoparty och sedermera ett LAN-party i Härnösand. Det arrangerades två gånger per år mellan 1989 och 2000, och var ett av de första större evenemangen av denna typ i Sverige. Det första evenemanget hölls 1-3 december 1989. Från början var de vanliga datorplattformarna på evenemanget Commodore 64, Amiga 500 och Atari ST för att under 1990-talet övergå till PC. 
Demopartyt startades och drevs i början av ungdomsföreningen "Unga Forskare Härnösand", UFH. Hösten 1991 hade evenemanget vuxit så pass mycket att organisationen ComUn (Computer Union) skapades och tog över efter UFH. Hackerence 16 hade 1997 över 500 besökare.
Efter det 21 evenemanget (Hackerence XX) i maj 2000, lades det ner.
Under våren 2012 återuppstod Hackerence med ett nytt gäng som hoppas på att locka både spel och demoscenen.

### Hemsidor
- ”Hackerence - Eftersnack”. Hackerence.ComUn.org. Arkiverad från originalet den 29 september 2000. https://web.archive.org/web/20000929045101/http://hackerence.comun.org/.